# Ambrogio Trivulzio (vescovo)
Ambrogio Trivulzio (XV secolo – 1546) è stato un militare e vescovo cattolico italiano.

## Biografia
Era figlio naturale legittimato del nobile condottiero Gian Giacomo Trivulzio, che lo occupò nell'esercito francese.
Nel 1499 fu governatore di Lodi, al momento in cui i francesi occuparono Milano. Nel 1500, quando Ludovico il Moro tentò di riappropriarsi di Milano, fu al servizio di Soncino Benzone che, con la Serenissima, occupò Lodi e Piacenza in mano ai francesi. Abbandonò l'attività militare per la vita religiosa e nel 1512 fu nominato prevosto della chiesa di San Pietro in Caravaggio. Nel 1513 il duca Massimiliano Sforza comprese Ambrogio e suo fratello Camillo in un bando contro la famiglia Trivulzio.
Il 27 maggio 1524, a seguito della rinuncia del cardinale Agostino Trivulzio, Ambrogio Trivulzio venne eletto vescovo di Bobbio.
Morì nel 1546.

## Ascendenza
|                        |     |                  | Genitori |  |  | Nonni                 |  |  | Bisnonni            |  |
|                        |     |                  |          |  |  | Giangiacomo Trivulzio |  |  | Antoniolo Trivulzio |  |
|                        |     |                  |          |  |  | Giangiacomo Trivulzio |  |  | Antoniolo Trivulzio |  |
|                        |     | Bianca Landriani |          |  |  | Giangiacomo Trivulzio |  |  |                     |  |
| Gian Giacomo Trivulzio |     |                  |          |  |  | Giangiacomo Trivulzio |  |  |                     |  |
|                        |     | Antonia Fagnani  | ...      |  |  |                       |  |  |                     |  |
|                        |     | Antonia Fagnani  | ...      |  |  |                       |  |  |                     |  |
|                        |     | Antonia Fagnani  | ...      |  |  |                       |  |  |                     |  |
| Ambrogio Trivulzio     |     | Antonia Fagnani  |          |  |  |                       |  |  |                     |  |
|                        | ... | ...              |          |  |  |                       |  |  |                     |  |
|                        | ... | ...              |          |  |  |                       |  |  |                     |  |
|                        | ... | ...              |          |  |  |                       |  |  |                     |  |
| ...                    | ... |                  |          |  |  |                       |  |  |                     |  |
|                        |     | ...              | ...      |  |  |                       |  |  |                     |  |
|                        |     | ...              | ...      |  |  |                       |  |  |                     |  |
|                        |     | ...              | ...      |  |  |                       |  |  |                     |  |
|                        |     | ...              |          |  |  |                       |  |  |                     |  |